# Elatostema stoloniforme
Elatostema stoloniforme är en nässelväxtart som beskrevs av Kanehira. Elatostema stoloniforme ingår i släktet Elatostema och familjen nässelväxter. Inga underarter finns listade i Catalogue of Life.